# Oscar Yanes
Pour les articles homonymes, voir Yanes.
Œuvres principales
- Carlos J. Bello, el Sabio Olvidado  (1946)

Oscar Armando Yanes González, né le 25 avril 1927 à Caracas et mort dans la même ville le 21 octobre 2013 (à 86 ans), est un journaliste et écrivain vénézuélien, plusieurs fois récompensé par le Prix national de Journalisme dans son pays. En 1992, il remporte le  Silver Book Prize, remis par  Planeta Publishing, pour la plus grande diffusion de livres de l'année.

## Biographie
Yanes est né le 25 avril 1927 à Caracas, au Venezuela. Enfant, il a fréquenté l'école de Zamora, dans la paroisse de San Juan. L'idole de cette paroisse était, à cette époque, un boxeur nommé Armando Best. Pompeyo Márquez et Eloy Torres ont également étudié à cette école. Tous deux étaient des boxeurs, qui allaient devenir des leaders communistes. Plus tard, Yanes est allé à l'université et a étudié en tant que journaliste, après avoir vu un avis du journal. Il entra à la première école de journalisme existant au Venezuela, à l'Université libre "Augusteo", créée en octobre 1941 par Mgr Rafael Lovera, à l'époque du général Isaiah Medina Angarita. La liberté de la presse accordée par le général Medina Angarita a permis la diffusion de 3 journaux qui ont marqué l'histoire: Últimas Noticias, El Nacional et es:El Morrocoy Azul. Yanes sait partie de l'équipe fondatrice de Últimas Noticias et y est resté quelques années.
À 25 ans, il prend la direction du journal La Esfera. Ramón David León, qui lui a donné l'opportunité, à l'âge de 13 ans, de connaître le monde du journalisme, lui laisse son bureau et son poste, douze ans plus tard, lorsqu'il décide de vendre le journal et que Miguel Ángel Capriles l'achète.
En tant que correspondant de guerre et attaché de presse, M. Yanes a été envoyé en 1966 au Vietnam. Pendant deux mois, il fit six reportages répartis dans toute l'Amérique latine: "La guerre en mer", "La guerre dans les airs", "La guerre dans la jungle". "(la guerra en la selva)", "Le Vietcong", "La religion" et "La femme vietnamienne. "(la mujer vietnamita).
Il s'est distingué en tant que professeur de première promotion de l'École de communication sociale de l'Université centrale du Venezuela (Universidad Central de Venezuela) et a enseigné à l'Université catholique Andrés Bello de Caracas,.
Il a remporté à trois reprises le prix national de journalisme, le prix Monseñor Pellín. À la fin des années 1940, l’Association des écrivains du Venezuela lui décerna un premier prix pour son livre Carlos J. Bello, El Sabio Olvidado (Carlos J. Bello, le sage oublié) (dans la catégorie biographies de vénézuéliens célèbres). En 1992, il a remporté le Silver Book Award décerné par Editorial Planeta pour le livre dont le tirage est le plus élevé.
Considéré comme l’un des pionniers du journalisme de télévision en temps réel, avec des entretiens particuliers confrontant de nombreuses personnes devant les caméras, il est devenu célèbre pour ses programmes télévisés.
Oscar Yanes était célèbre pour ses récits sur l'histoire contemporaine dans l'émission télévisée Así son las Cosas (Les choses sont comme ça).
Il est important de souligner l’activité pendant environ quinze ans d’Oscar Yanes (très respecté à son époque) en tant que député au congrès, et que quiconque ayant suivi à un moment sa trajectoire confirmera la passion de l’écrivain et la soif constante du journaliste dont Oscar Yanes était animé intérieurement. Fidèle partisan de la justice et de la vérité, historien profondément enraciné et passionné par le Venezuela qui l'a vu grandir.
Il est décédé le 21 octobre 2013 à Caracas (Venezuela) des complications d'un cancer de la prostate à l'âge de 86 ans.

## Publications
- 1946 : Carlos J. Bello, el Sabio Olvidado
- 1948 : Vida íntima de Leo
- 1967 : Cosas de Caracas
- 1972 : Cosas del mundo
- 1980 : Por qué yo maté a Delgado Chalbaud
- 1991 : Amores del última Página
- 1992 : Memorias de Armandito
- 1992 : Los años inolvidables
- 1993 : Del Trocadero al Pasapoga
- 1994 : Hoy es mañana o las vainas de un reportero muerto
- 1996 - 1999 : Así Son las Cosas (émission télévisée d'histoire contemporaine)
- 2000 : Pura Pantalla
- 2003 : Ternera y Puerta Franca
- 2007 : Nadie me quita lo Bailao
- 2009 : Nadie me quita lo Bailao II
- 2011 : La verdad sobre el asesinato de Delgado Chalbaud